# میدان معلم (شیراز)
میدان معلم یا فلکه معلم یک میدان در شیراز است که در تقاطع بلوار ایمان (همت)، بلوار شهید رجایی (فرهنگ‌شهر) و پاسداران قرار دارد. یک تقاطع غیرهم‌سطح سه‌سطحی بر روی این میدان واقع شده‌است.

## ترابری

### خیابان‌ها
- بلوار ایمان (همت)
- بلوار شهید رجایی (فرهنگشهر)
- بلوار پاسداران

### اتوبوسرانی
- خط ۳۹
- خط ۶۹
- خط ۹۴
- خط ۱۰۹
- خط ۱۵۰